# Ипожука
Ипожука (порт. Ipojuca) — муниципалитет в Бразилии, входит в штат Пернамбуку. Составная часть мезорегиона Агломерация Ресифи. Входит в экономико-статистический микрорегион Суапи. Население составляет 70 070 человек на 2007 год. Занимает площадь 527,32 км². Плотность населения — 132,9 чел./км².

## История
Город основан в 1861 году.

## Статистика
- Валовой внутренний продукт на 2005 год составляет 3 505 321 миллионов реалов (данные: Бразильский институт географии и статистики).
- Валовой внутренний продукт на душу населения на 2005 год составляет 51 577,00 реалов (данные: Бразильский институт географии и статистики).
- Индекс развития человеческого потенциала на 2000 год составляет 0,658 (данные: Программа развития ООН).

## География
Климат местности: тропический гумидный. В соответствии с классификацией Кёппена, климат относится к категории Af.